# Dovid Seltzer
Dovid Seltzer (uneori se întâlnește și varianta Duvid; în idiș ‏דוד סעלצער‎; în rusă Дувид Сельцер; n. 2 aprilie 1904, Soroca, gubernia Basarabia, Imperiul Rus – d. 24 aprilie 1994, New York City, New York, SUA) a fost un evreu basarabean, poet, scriitor și publicist american. 

## Biografie
S-a născut în orașul Soroca din același ținut, gubernia Basarabia (Imperiul Rus), tot acolo a primit educație tradițională evreiască. În 1920 a emigrat în Statele Unite, unde s-a stabilit la New York, și ulterior, a absolvit Universitatea muncitorilor evrei (Jewish Labor University) în 1928. În anii 1928-1932 a lucrat ca director al unor uniuni muncitorești din oraș. A început să scrie poezie în 1928, debutând în ziarul comunist în idiș din New York Morgn-frayhayt („Libertatea de dimineață”) în 1931. A publicat în periodicele evreiești la fel idiș de stânga ale orașului: Frayhayt („Libertate”), Der hamer („Ciocan”), Signal („Semnal”) și altele. În 1936 a devenit redactor al revistei Funken („Scânteia”), iar ulterior a editat diferite periodice în New York.
Seltzer a lucrat îndeaproape cu ilustratori și artiști de renume din New York. Astfel, primul său ciclu poetic Basaraber lider („Poezii basarabene”), compus în 1928, și publicat de editura din Soroca în 1937, a inlcus ilustrații ale lui Zuni Maud, unul dintre cei mai cunoscuți graficieni de carte din New York din anii 1930-1940. Colecțiile de poezie Bronzviler gezang („cântare de Brownsville”, 1942) și Di oysgebenkte sho („Suferința orelor”, 1947) au fost însoțite de reproduceri de sculptură în lemn ale celebrului gravor Helen West Heller. În 1961, Seltzer a publicat cartea de proză și memorie Bilder un geshtaltn fun soroki („Poze și imagini din Soroca”) cu ilustrații de William Gropper, iar în 1964, volumul de versuri Gezangen far sholem un freyd („Melodii pentru pace și bucurie”).
Unele dintre poeziile lui Seltzer au fost musicate de compozitorul Mark Olf și până în prezent sunt incluse în repertoriul unor cântăreți klezmeri (Ba Dam Nester Brag – „Pe malul Nistrului”, Raizl – „Trandafirul”, Balade fun tsvey shwester – „Balada celor două surori”, Grine bletter – „Frunze verzi” și altele). O colecție de cântece a poetului, intitulat Ten Modern Songs From Moldavia („Zece cântece moderne din Moldova”) cu patruzeci de fotografii ale autorului, a fost lansată de către Jewish Music Alliance din New York în 1972.